# Svirel

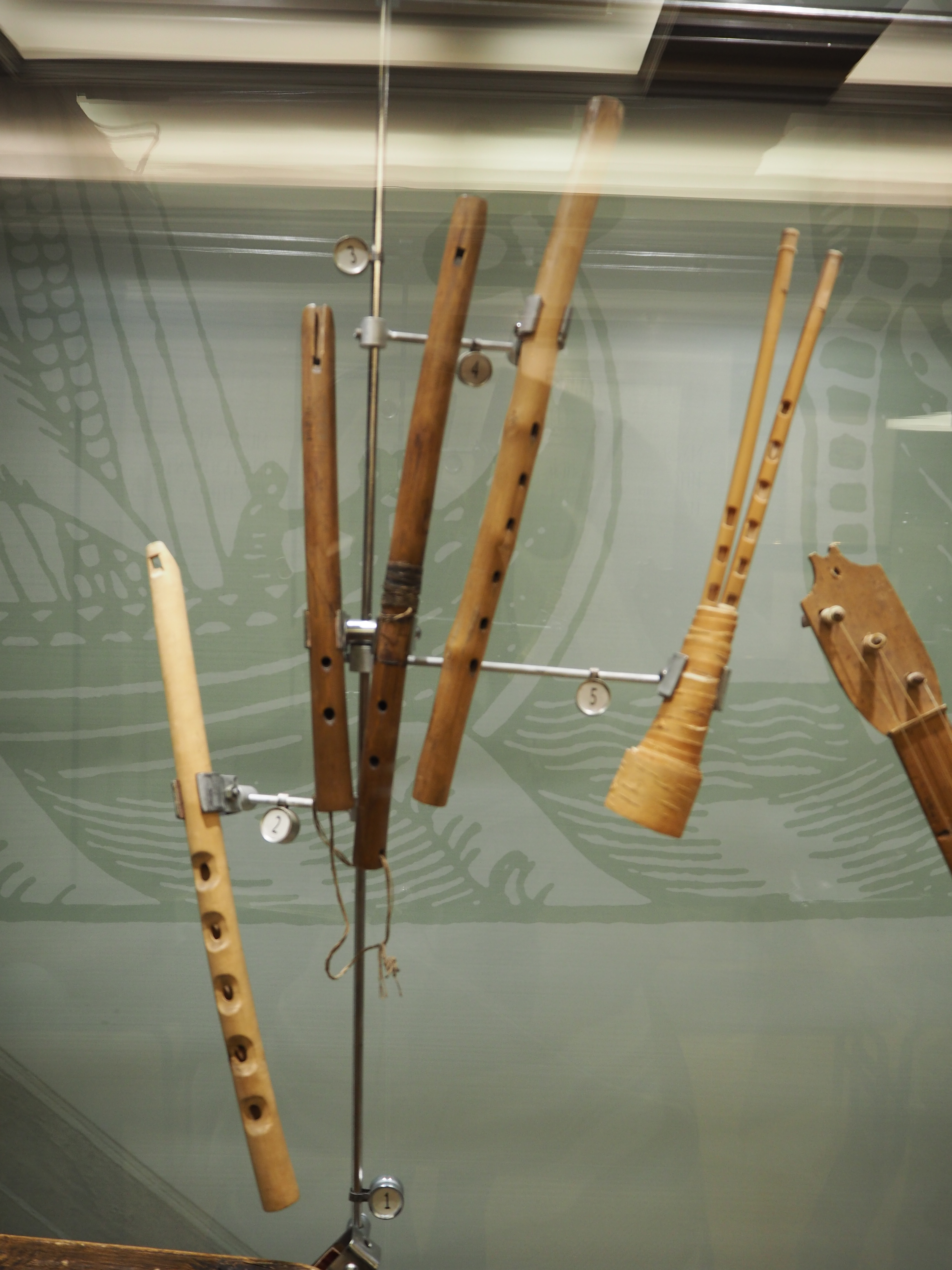
Différent svirel exposé au musée de la culture et de la musique en Russie

Le svirel (russe : свирель) est un instrument à vent du folklore russe de la classe des aérophone. Dans les anciennes traditions russes, cet instrument se construisait dans une branche de roseau creuse ou dans une branche de bois cylindrique. Une légende dit que Lel, fils de la déesse slave de l'amour "Lada", était un joueur de svirel et qu'au printemps, il fabriquait l'instrument avec des branches de bouleau.

## Étymologie
Le mot svirel est évidemment plus ancien que sopel, car il peut être trouvé dans la langue slave commune et, par conséquent, il est donc antérieur à la division du slavon dans les différentes branches orientales, occidentales et méridionales. Cependant, il est difficile de dire si ce nom faisait référence à un type d'instrument bien défini: chez les anciens russes, tous les joueurs d'instruments à vent, à l'exception des joueurs de cor ou de trompette, étaient appelés svirets ou sviryanine.

## Histoire
Deux de ces flûtes ont été découverts lors des fouilles archéologiques du vieux Novgorod en 1951 et en 1962. L'une d'elles date de la fin du XIe siècle, elle mesure 22,5 cm de long et possède quatre orifices pour les doigts. La seconde est  datée du début du XVe siècle, mesure 19 cm de long et elle n’a que trois trous.
Cependant, il est difficile de dire si l'ancien svirel se composait d'un seul tuyau ou s'il était doublé; il n’existe aucune donnée relative à ce sujet. Le fait que des noms similaires ont été attribués aussi bien chez les Russes, les Ukrainiens que chez les Biélorusses ne fait que compliquer la chose. Nikolai Findeizen, a attribué le nom de svirel double à l'instrument de la région de Smolensk, là où il était le plus populaire. Le svirel simple est dénommé sopel. 

## Construction
Aujourd'hui le svirel désigne une flûte soufflée avec la bouche. C'est un simple tube en bois (parfois en métal)  dont l'extrémité, en forme de bec, est munie d'un sifflet. Le tube  est perforé de plusieurs trous (généralement six). La pipe en bois est faite d’argousier, de noisetier, d’érable, de frêne ou de cerisier.

## Jeu
Le double svirel a deux tuyaux similaires de longueurs différentes. Chacun des tuyaux possède un sifflet et ils sont percés de trois orifices pour les doigts. La taille du double svirel varie de  29 cm à  47 cm de long pour les plus gros et pour les plus petits de  22 cm  à  35 cm. 
Réunir deux pipes dans un seul instrument permet au joueur d’effectuer des mélodies à double voix en élargissant le répertoire de l'instrument. Le double svirel n'étant pas réparti dans toute la Russie, ce n'est qu'au début du XXe siècle , qu'il fut popularisé par  Vasily Andreyev qui l'introduisit dans son orchestre. Cet instrument est toujours d'actualité dans les orchestres de musique folklorique moderne.